# Rugelach

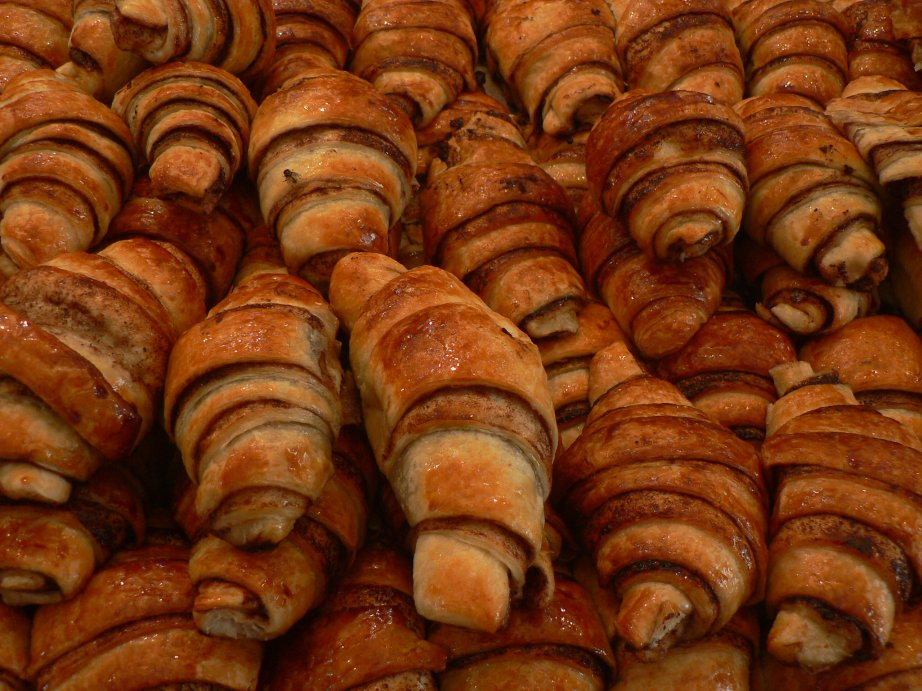
Traditionelle Rogalach

Rugelach (auch Rogalach) sind süß gefüllte Kipferl aus der traditionellen aschkenasischen Küche, die mit den europäischen Auswanderern den Weg auch in die amerikanische Küche fanden. Sie haben Nuss-, Lekwar- oder Mohnfüllungen mit Trockenfrüchten, Zimt und Zucker; moderne Varianten enthalten auch Schokolade.
Entsprechend den jüdischen Speisegesetzen gibt es Rugelach in zwei Varianten: eine Parve- und eine Butter-Variante, also entweder ohne oder mit Zusatz von Milchprodukten. Die halbmondförmigen Rugelach werden in den USA meist aus einem Frischkäseteig hergestellt, diese Variante soll der amerikanischen Kochbuch-Autorin Maida Heatter (1916–2019) zu verdanken sein. Die jiddische Bezeichnung Rogelach wurde aus dem Slawischen (rog für Horn) entlehnt und bedeutet kleine Hörnchen (im Plural).